# Västra Höljedalstjärnet
Västra Höljedalstjärnet är en sjö i Torsby kommun i Värmland och ingår i Glommas huvudavrinningsområde.